# Теодора (име)
Вижте пояснителната страница за други значения на Теодора.
Теодора е женско име, означаващо божи дар, женска форма на Теодор (име), респективно Тодор (име) и Тодорка (име). Произлиза от гръцкото Θεoδώρα, означаващо „божи дар“.
Именният ден е на първата събота на Великите пости.
Името е разпространено в целия християнски свят още от древността. Теодора е деветото най-често използвано име за родените в България момичета през 2007-2009 година (1,04%).

## Личности с името Теодора
Аристократи
- Теодора, императрица на Византия и съпруга на Юстиниан I;
- Теодора, императрица на Византия и съпруга на Роман I Лакапин
- Теодора Косара, българска княгиня, дъщеря на цар Самуил и царица Агата.
- Теодора, българска царица, съпруга на цар Иван Александър;
- Теодора, българска княгиня, дъщеря на цар Смилец;

Християнски светици
- Теодора (Света Теодора), светица, византийска императрица и съпруга на император Теофил;
- Преподобна Теодора Кесарийска, християнска светица;
- Преподобна Теодора Цариградска, християнска светица;
- Преподобна Мати Теодора, християнска светица;
- Света мъченица Теодора, християнска мъченица и светица;

Други
- „Теодора“, оратория от Георг Фридрих Хендел;
- „Теодора“ (1954), италианко-френски филм, драма;
- Теодора, българска попфолк певица;